# Próchnal wykrojony
Próchnal wykrojony (Euryusa sinuata) – gatunek chrząszcza z rodziny kusakowatych i podrodziny rydzenic. Zamieszkuje Europę.

## Taksonomia
Gatunek ten opisany został po raz pierwszy w 1837 roku przez Wilhelma Ferdinanda Erichsona. Stanowi gatunek typowy opisanego w tej samej publikacji rodzaju Euryusa.

## Morfologia
Chrząszcz o wydłużonym ciele długości od 2,5 do 3,2 mm. Wierzch ciała porasta niezbyt wyraźne owłosienie. Głowa jest rdzawobrązowa. Czułki mają kolor żółtorudy lub jasnordzawoczerwony; przedostatni człon jest wyraźnie szerszy niż dłuższy. Przedplecze jest 1,75 raza szersze niż dłuższe, znacznie szersze od głowy, najszersze pośrodku lub tuż za środkiem długości i stamtąd ku tyłowi zwężone, ubarwione jasnordzawobrązowo. Tylna jego krawędź jest lekko wypukła, a tylne kąty niemal zaokrąglone. Punkty na przedpleczu są bardzo drobne, chropowate, gęsto rozmieszczone. Pokrywy są jasnordzawobrązowe, znacznie węższe niż przedplecze. Odnóża mają kolor rudożółty do jasnordzawoczerwonego. Odwłok jest jasnordzawobrązowy, co najwyżej z ciemniejszym piątym tergitem. Punktowanie na tergitach od pierwszego do trzeciego jest drobne i umiarkowanie gęste, na tergicie czwartym i piątym zaś rozproszone, nadzwyczaj drobne i słabo dostrzegalne. Samiec ma na piątym tergicie podłużny kil.

## Ekologia i występowanie
Owad rozmieszczony głównie na obszarach pagórkowatych i niższych położeniach w górach. Bytuje w murszu, próchnowiskach i dziuplach starych drzew liściastych, pod ich luźną korą, wśród mchów i opadłych liści u podstawy ich pni, przy wyciekającym z ich ran soku, w owocnikach żagwi oraz sąsiedztwie mrowisk hurtnicy wstydliwej i kartonówki zwyczajnej.
Gatunek palearktyczny, europejski. Znany jest z Wielkiej Brytanii, Francji, Holandii, Niemiec, Austrii, Włoch, Danii, Szwecji, Polski, Czech, Słowacji, Węgier, Ukrainy i Rumunii. Na „Czerwonej liście gatunków zagrożonych Republiki Czeskiej” umieszczony jest jako gatunek zagrożony wymarciem (EN).